# Marco Borriello
Marco Borriello (Napels, 18 juni 1982) is een Italiaanse voetballer die bij voorkeur centraal in de aanval speelt. Hij tekende in augustus 2017 een contract tot medio 2019 bij SPAL 2013, dat hem overnam van Cagliari. Borriello debuteerde in 2008 in het Italiaans voetbalelftal.
Borriello werd begin 2007 betrapt op het gebruik van doping en geschorst tot 21 maart van dat jaar.

## Cluboverzicht
| Seizoen   | Club              | Competitie     | Wedst | Goals |
| --------- | ----------------- | -------------- | ----- | ----- |
| 2001      | AC Milan          | Serie A        | 16    | 1     |
| 2001      | → Triestina       | Serie A        | 9     | 1     |
| 2001/02   | → Treviso         | Serie B        | 27    | 10    |
| 2003      | → Empoli          | Serie B        | 12    | 1     |
| 2004/05   | → Reggina Calcio  | Serie B        | 29    | 2     |
| 2005/06   | → Sampdoria       | Serie A        | 11    | 2     |
| 2006      | → Treviso         | Serie B        | 20    | 5     |
| 2007/08   | Genoa CFC         | Serie A        | 35    | 19    |
| 2008–10   | AC Milan          | Serie A        | 37    | 15    |
| 2010–2015 | AS Roma           | Serie A        | 58    | 12    |
| 2011/12   | → Juventus        | Serie A        | 13    | 2     |
| 2012/13   | → Genoa           | Serie A        | 28    | 12    |
| 2014/15   | → West Ham United | Premier League | 2     | 0     |
| 2014/15   | Genoa             | Serie A        | 8     | 0     |
| 2015/16   | Carpi             | Serie A        | 12    | 4     |
| 2015/16   | Atalanta Bergamo  | Serie A        | 15    | 4     |
| 2016/17   | Cagliari          | Serie A        | 36    | 16    |
| 2017/18   | SPAL 2013         | Serie A        | 2     | 1     |